# Estadística de Bose-Einstein
La estadística de Bose-Einstein es un tipo de mecánica estadística aplicable a la determinación de las propiedades estadísticas de conjuntos grandes de partículas indistinguibles capaces de coexistir en el mismo estado cuántico (bosones) en equilibrio térmico. A bajas temperaturas, los bosones tienden a tener un comportamiento cuántico similar que puede llegar a ser idéntico a temperaturas cercanas al cero absoluto en un estado de la materia conocido como condensado de Bose-Einstein y producido por primera vez en laboratorio en el año 1995. El condensador Bose-Einstein funciona a temperaturas cercanas al cero absoluto, -273,15 °C (0 kelvin).
La estadística de Bose-Einstein fue introducida para estudiar las propiedades estadísticas de los fotones en 1920 por el físico indio Satyendra Nath Bose y generalizada para átomos y otros bosones por Albert Einstein en 1924. Este tipo de estadística está íntimamente relacionada con la estadística de Maxwell-Boltzmann (derivada inicialmente para gases) y a las estadísticas de Fermi-Dirac (aplicables a partículas denominadas fermiones sobre las que rige el principio de exclusión de Pauli que impide que dos fermiones compartan el mismo estado cuántico).
La estadística de Bose-Einstein se reduce a la estadística de Maxwell-Boltzmann para energías suficientemente elevadas.

## Formulación matemática
El número de partículas en un estado de energía i es:

{\displaystyle n_{i}\left(\varepsilon _{i}{\text{, }}T\right)={\frac {g_{i}}{e^{{\left(\varepsilon _{i}-\mu \right)}/{k_{B}T}\;}-1}}}

donde:
- {\displaystyle n_{i}\,} es el número de partículas en un estado i,
- {\displaystyle g_{i}\,} es la degeneración cuántica del estado i o número de funciones de onda diferentes que poseen dicha energía,
- {\displaystyle \varepsilon _{i}\,} es la energía del estado i,
- {\displaystyle \mu \,} es el potencial químico,
- {\displaystyle k_{B}\,} es la constante de Boltzmann,
- {\displaystyle T\,} es la temperatura.

La estadística de Bose-Einstein se reduce a la estadística de Maxwell-Boltzmann para energías:

{\displaystyle (\epsilon _{i}-\mu )>>k_{B}T}

## Derivación
Dado que los sistemas bosónicos son sistemas de partículas indistinguibles, los estados cuya única diferencia es la permutación de estados de dos partículas son idénticos. De este modo, un estado del sistema estará unívocamente definido por el número de partículas que se encuentren en un determinado estado energético. Se denotará por {\displaystyle \epsilon _{r}} el estado energético r-ésimo, por {\displaystyle n_{r}} el número de partículas en el estado r-ésimo y R cada una de las posibles combinaciones de números de ocupación. La función de partición resulta:

{\displaystyle {\mathcal {Z}}=\sum _{l}e^{-\beta (E_{l}-\mu n_{l})}=\sum _{R}e^{-\beta \sum _{r}(\epsilon _{r}n_{r}-\mu n_{r})}=\sum _{R}\prod _{r}e^{-\beta (\epsilon _{r}n_{r}-\mu n_{r})}}

La anterior expresión contiene todas las combinaciones posibles de {\displaystyle n_{r}} entre 0 e {\displaystyle \infty } (puesto que en un sistema bosónico el número de partículas por estado cuántico no está limitado) de forma que puede ser reescrita de la siguiente forma:

{\displaystyle {\mathcal {Z}}=\prod _{r}\sum _{n_{r}=0}^{\infty }e^{-\beta (\epsilon _{r}n_{r}-\mu n_{r})}=\prod _{r}{\frac {1}{1-e^{-\beta (\epsilon _{r}-\mu )}}}}

Aplicando que:

{\displaystyle \Phi =k_{B}Tln{\mathcal {Z}}\quad y\quad {\frac {\partial \Phi }{\partial \mu }}=-N}

Se tiene que:

{\displaystyle \Phi =k_{B}Tln{\mathcal {Z}}=-k_{B}T\sum _{r}ln(1-e^{-\beta (\epsilon _{r}-\mu )})}

{\displaystyle \quad \Rightarrow \quad {\frac {\partial \Phi }{\partial \mu }}=-N=-\sum _{r}n_{r}=-\sum _{r}{\frac {e^{-\beta (\epsilon _{r}-\mu )}}{1-e^{-\beta (\epsilon _{r}-\mu )}}}}

De modo que:

{\displaystyle n_{r}={\frac {1}{e^{\beta (\epsilon _{r}-\mu )}-1}}}

Debido a que pueden existir diferentes estados cuánticos con una misma energía el número de partículas con una determinada energía vendrá dado por:

{\displaystyle n_{\epsilon }={\frac {g_{\epsilon }}{e^{\beta (\epsilon -\mu )}-1}}}

siendo {\displaystyle g_{\epsilon }} la degeneración de tal energía.
En la anterior expresión se observa que el potencial químico ha de ser menor que todas las energías, de lo contrario el número medio de partículas en un estado podría ser negativo. Este hecho también se pudo haber observado al sumar la serie geométrica, ye que la anterior condición es la condición para su convergencia.

## Aplicaciones
- La distribución de energía de la radiación del cuerpo negro se deduce de la aplicación de la estadística de Bose-Einstein a los fotones que componen la radiación electromagnética.
- La capacidad calorífica de los sólidos tanto a altas como a bajas temperaturas puede ser deducida a partir de la estadística de Bose-Einstein aplicada a los fonones, cuasipartículas que dan cuenta de las excitaciones de la red cristalina. En particular la ley de Dulong-Petit puede ser deducida de la estadística de Bose-Einstein.
- La estadística de Bose-Einstein predice el fenómeno de la condensación de Bose-Einstein, también conocido como el quinto estado de la materia.